# 帕比
帕比（法語：Pabu，法語發音：[paby]），法国西北部城市，布列塔尼大区阿摩尔滨海省的一个市镇，隶属于甘冈区，其市镇面积为7.84平方公里，2022年1月1日时人口数量为2,769人，在法国城市中排名第4,004位。
帕比位于阿摩尔滨海省中北部，甘冈市区以北，是甘冈的一个近郊卫星城。

## 地名来源
“帕比”一名来源于古布列塔尼语，意为“父亲”，引申含义为“神父、主教”，此名称指代当地六世纪时的天主教圣人图格杜阿尔（或）。

## 历史
帕比的早期历史尚不清楚，当地曾出土了多处高卢-罗马时期的人类活动遗迹，彼时该区域为奥西姆人的活动范围，后者为凯尔特人的一支部落。中世纪时，帕比长期为布列塔尼的一处普通农业村落。16世纪时，帕比境内建成了克朗雷小教堂（Chapelle de Keranré），并由此出现了一个堂区。法国大革命后，帕比成为北滨海省的一个市镇，该省于1990年更名为“阿摩尔滨海省”。20世纪末，随着甘冈的城市扩张，当地人口数量逐年增加。

## 地理

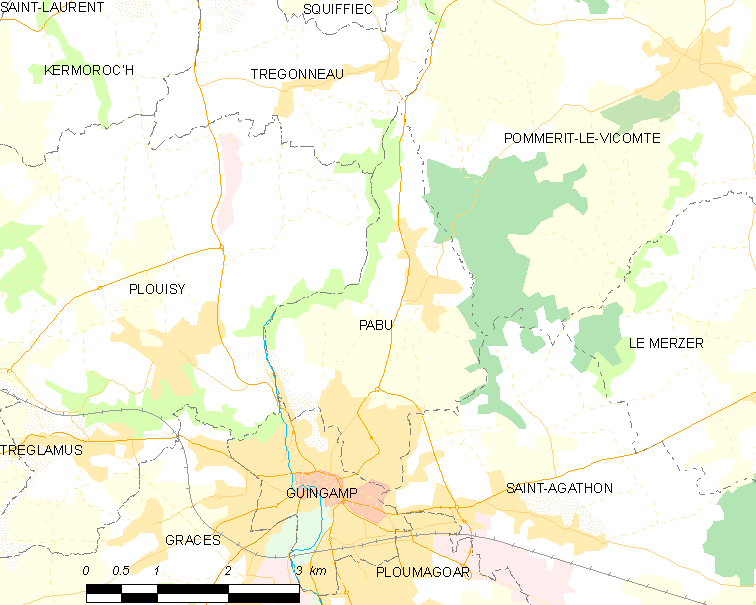
帕比市镇范围地图

帕比位于法国西北部，布列塔尼大区北部和阿摩尔滨海省中北部，距离省会圣布里厄大约33公里。与帕比接壤的市镇包括：波姆里特勒维孔特、甘岡、普卢伊西、圣阿加通、特雷戈诺。

### 地形
帕比位于阿摩里卡丘陵北部腹地，境内以丘陵为主，市镇中心位于一处河谷外侧，部分街道起伏明显，全境海拔在50到137米之间。

### 水文
帕比位于特里约河流域，该河干流自南向北流经市镇范围西界。

### 植被
帕比属于温带阔叶混交林区，林地广泛分布于市镇范围内的坡地地区。
在鲜花城市的评比中，帕比暂未被评级。

### 气候
帕比在柯本气候分类法中属于温带海洋性气候。

## 行政区划
帕比的市镇编号为22161，邮政编号为22200。
在行政管理方面，帕比隶属于法国布列塔尼大区阿摩尔滨海省甘冈区；在地方选举方面，帕比隶属于甘冈县，其市镇范围全境被划入阿摩尔滨海省第四选区；在社会管理方面，帕比是甘冈-潘波勒城市圈公共社区的组成部分。
法国国家统计与经济研究所（简称）在进行数据统计时，将帕比及相邻的另外5个市镇设为甘冈城市核心区，并将包括核心区在内的周边共13个市镇划为甘冈城市区。自2020年起，甘冈城市区被包含15个市镇的甘冈城市辐射区代替。此外，还将帕比市镇整体看作一个“块区”（IRIS），以便于统计人口分布情况。

## 交通

### 公路
阿摩尔滨海省省道D54线、D712线和D787线在帕比境内交汇。
| 5 | 186 |

| 圣布里厄 | 33 |

| 潘波勒 | 26 |

| 甘冈 | 3 |

2018年，82.1%的帕比家庭拥有至少一辆私人汽车。2017年，帕比境内共发生各类交通事故1起，造成1人受伤。

### 铁路
距离帕比最近的客运铁路车站为4公里外的甘冈站，该站位于巴黎－布雷斯特铁路上，停靠往返于巴黎和布雷斯特之间的高速列车，以及前往布雷斯特、雷恩、潘波勒和卡赖四个方向的区域列车。

### 航空
距离帕比最近的民用航空站为拉尼永机场，距离帕比市中心的公路里程约38公里。

### 城市公共交通
甘冈城市公共交通（商业名称为）是当地的城市公共交通系统。截至2023年3月，该系统共包括4条公交线路，其中公交1路和2路经过了帕比市区。

## 政治

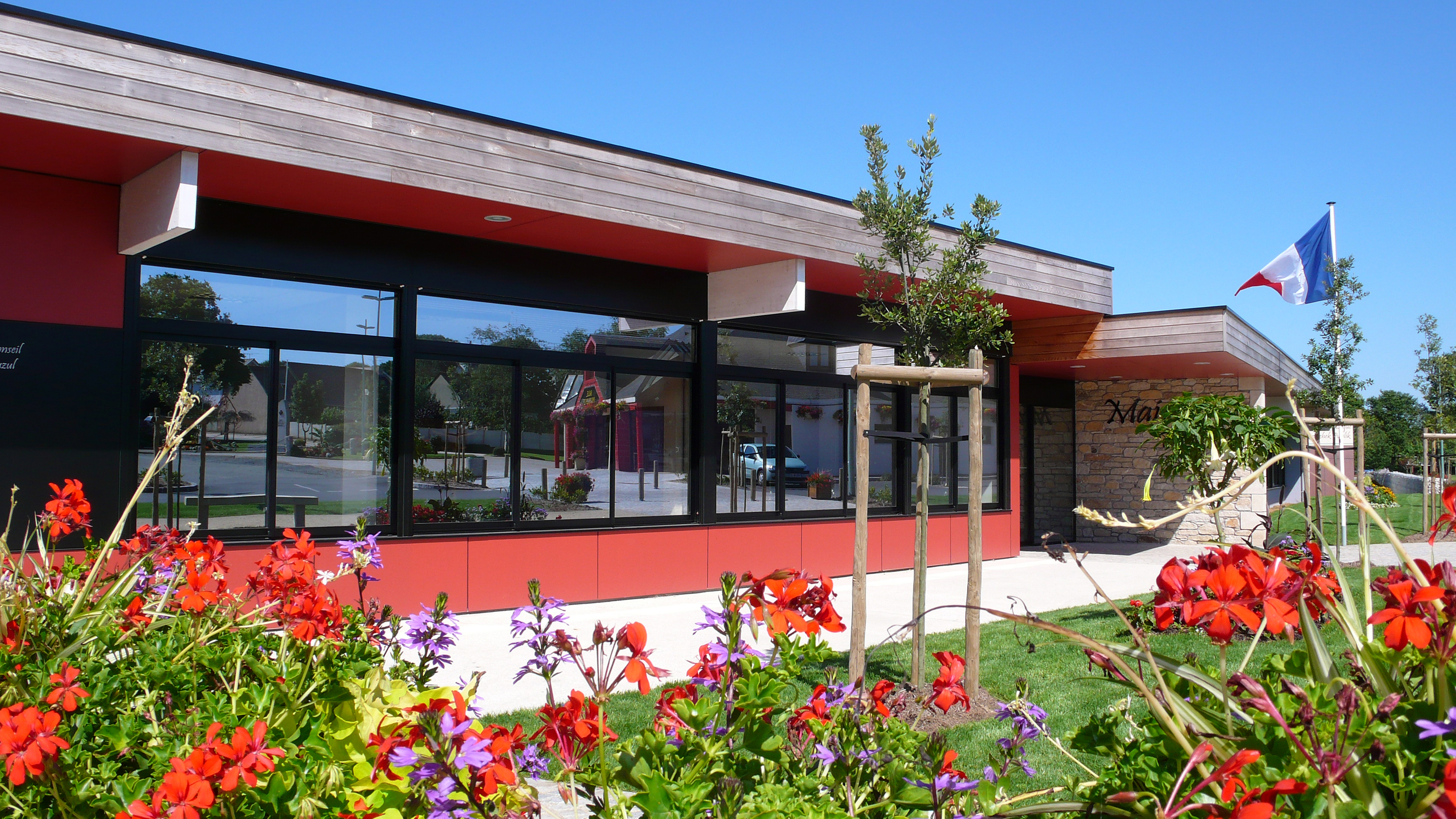
帕比市政厅

帕比的现任市长为皮埃尔·萨利尤先生（Pierre SALLIOU），他是一名右翼无党派人士，在2020年的市政选举中获得了60.36%的支持率。
在2022年的法国总统大选中，法国第25任总统埃马纽埃尔·马克龙在帕比获得了70.44%的支持率。

## 人口
2019年，帕比市镇人口数量为2,748，在法国排名第4,032位。其中男性1,230人，女性1,518人，75岁及以上人口占17.7%，外籍人口数量为51人，人口密度为351人/平方公里，当地居民被称为（男性）或（女性）。2020年，帕比境内出生15人，死亡人口61人。
| 帕比1901年－2019年人口变化情况 |
|                                |
| 数据来源：Cassini、INSEE       |

## 经济

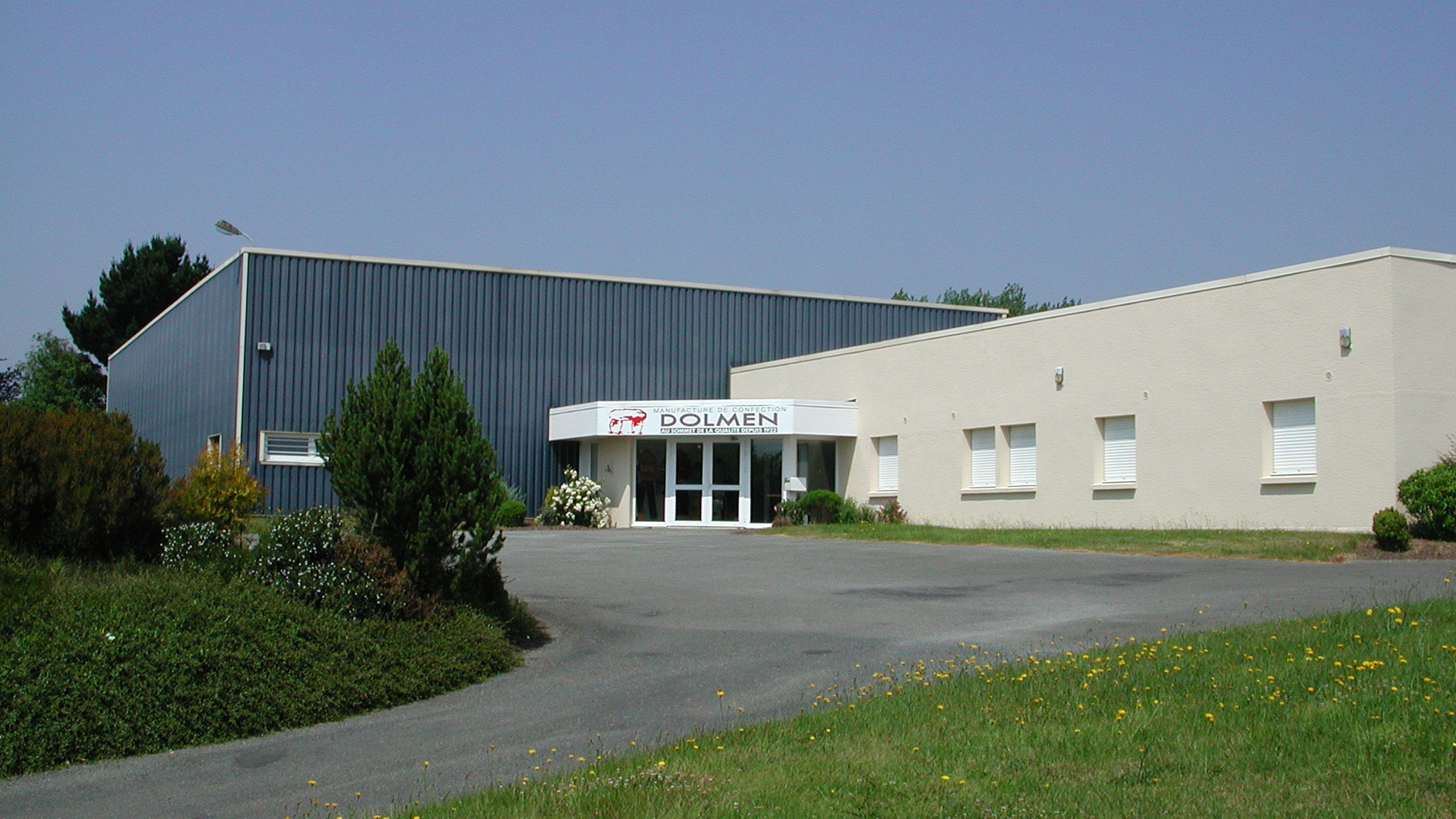
帕比境内的一处企业

帕比是甘冈的一个近郊卫星城。截止2022年9月，帕比市镇范围内共有各类用人单位（包含自雇）258家，平均历史为17年，其中99.33%为中小型企业（PME），2022年9月至11月间，当地的经济活力指数为1.94%。（殡葬）和（旅游接待）是当地2021年营业额最高的两个企业，分别为1,350,826欧元和63,142欧元。

## 财政与居民收入
2020年，帕比的财政收入总额为2,048,080欧元，财政支出总额为1,416,240欧元，当年的债务总额为1,186,340欧元。 2021年，帕比市镇共获得482 926欧元的国家财政补助，比上一年增加了2.18%。
2020年，帕比的人均月收入总额为2,151欧元，其中高级职员为3,662欧元，低于法国平均水平（4,230欧元）；中级职员为2,404欧元，低于法国平均水平（2,411欧元）；普通职员为1,761欧元，高于法国平均水平（1,740欧元）。
2019年，帕比境内的青壮年（15至64岁）失业率为9.5%，当地48.8%的家庭拥有纳税资格，平均纳税2,495欧元，低于法国平均水平（3,910欧元）。

## 社会事务

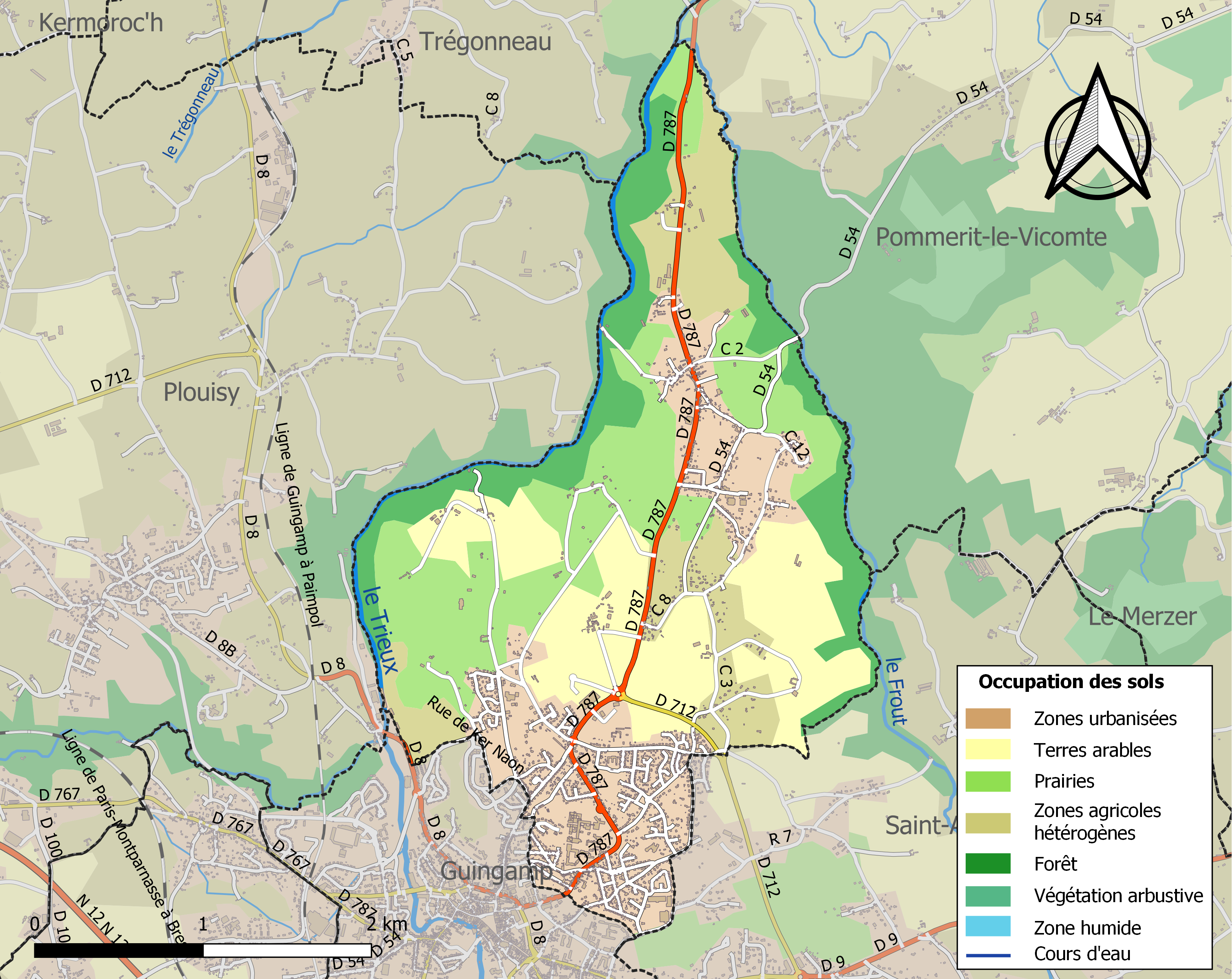
帕比土地利用情况地图

### 教育
帕比属于雷恩学区。截止2021年1月1日，帕比境内共有2所小学和1所农业高中。

### 医疗
截止2021年1月1日，帕比境内共有全科医生1名、保健师4名、护士4名、耳科医生1名、眼科医生3名和妇科医生2名。境内共有药房1家、养老院1家。
甘冈中心医院（Centre Hospitalier de Guingamp）是法国的一个区域性医疗机构，其主病区位于帕比市区，设有床位579个，是当地规模最大的公立综合性医院。

### 住房
2019年，帕比境内共有各类住房1,339套，其中96.1%为独立式居民区，3.7%为集中式居民区 。常住房屋占帕比市镇范围内居民建筑总量的86.9%。
在住房保障政策方面，2021年，帕比境内共有197户家庭获得了住房经济补助，受益人数占总人口数量的7.2%，其中173份为房租补助。

### 商业
2021年，帕比境内共有各类实体商铺27家，其中餐厅3家、美容美发店2家、汽车维修店7家。

### 体育
2020年，帕比境内共有2间体育馆、3处网球场、2处足球或橄榄球场以及1处篮球或排球场。
截至2022年11月，帕比体育联盟（AS Pabu，编号531051）是当地唯一的注册足球俱乐部，该队成立于1978年，其主队2022至2023赛季参加阿摩尔滨海省足球联赛乙组（法国第十级别），其主场为伊夫·雅甘球场。

### 环境
帕比的环境事务由其所属的甘冈-潘波勒城市圈公共社区负责。2019年，帕比境内暂无污染企业。

### 治安
帕比所在地是甘冈国家宪兵队（zone gendarmerie de Guingamp）的管辖范围。2020年，该宪兵队辖区内共89个市镇累计发生各类案件2,517起，其中盗窃类案件1,101起，经济类案件404起，毒品交易类案件132起。

## 文化

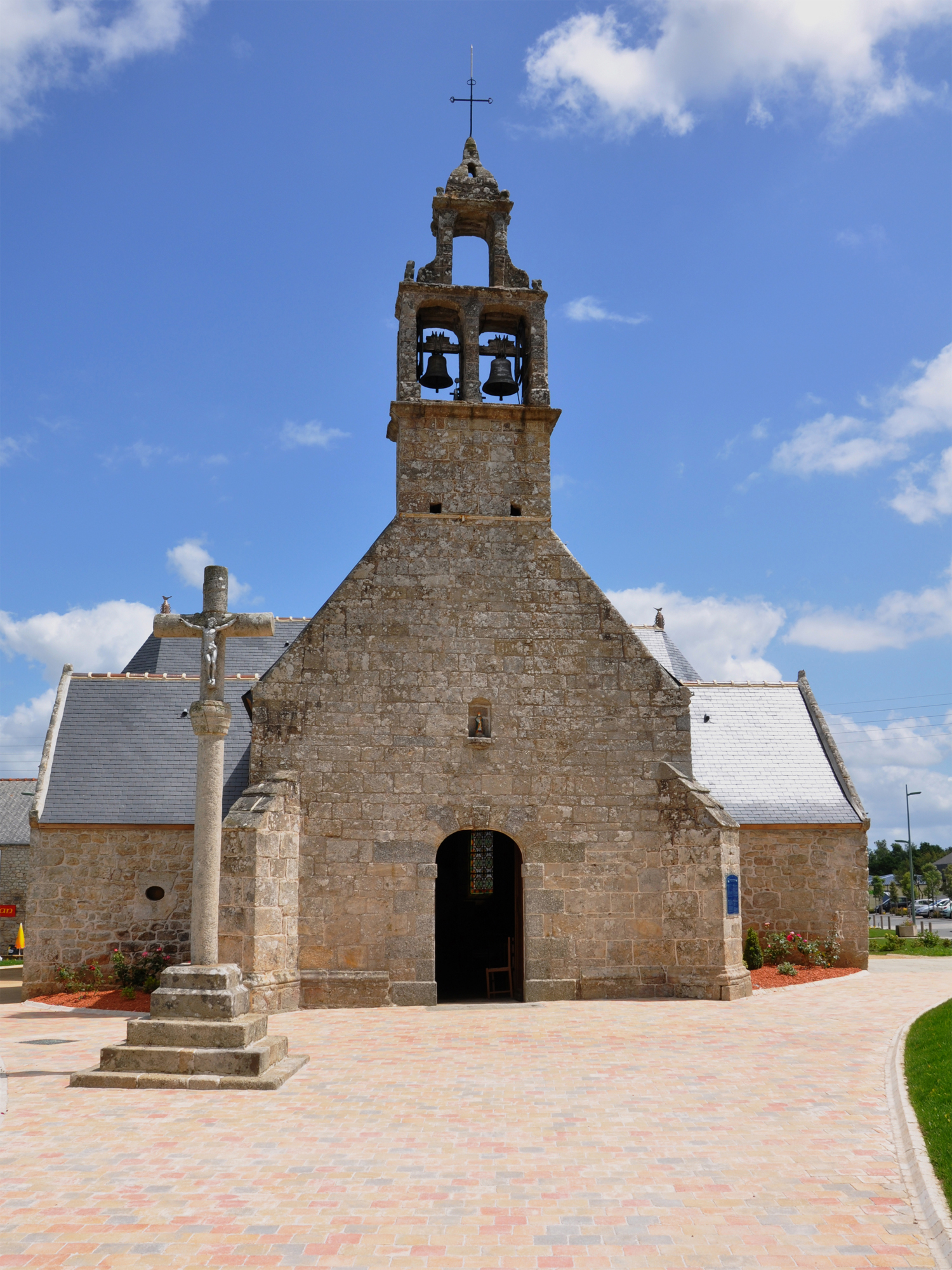
圣图格杜阿尔教堂

2020年，帕比境内暂无任何文化设施。帕比市政府提供多媒体中心，每周二、三、四、五、六向公众开放。

### 建筑
帕比境内有多处历史建筑，其中帕比圣图格杜阿尔教堂（Église Saint-Tugdual de Pabu）为法国国家文物保护单位。

### 旅游
帕比的旅游事务由其所属的甘冈-潘波勒城市圈公共社区负责。2021年，帕比境内有1个露营地，可容纳共59辆露营车。

### 媒体
法国主要的媒体均可在帕比接收，法国电视三台下属的布列塔尼大区频道在部分时段播出帕比所属区域的地方新闻。

## 友好城市
截至2023年3月，帕比暂未建立任何友好城市关系。